# Farkasdi Zoltán
Farkasdi Zoltán (született Reichard, Győr, 1908. október 10. – Budapest, 2001. április 15.) magyar építész.

## Élete
Révai Miklós Gimnázium tanulója volt, majd 1935-ben a Budapesti Műszaki Egyetem Építészmérnöki karán szerzett diplomát. 1935 és 1940 között dr. Kotsis Endre építészmérnök, műegyetemi tanár irodájában dolgozott tervezőként, ezzel egyidejűleg a Budapesti Műszaki Egyetem Magasépítészeti Tanszékén tanársegédként, majd adjunktusként oktatott 1948-ig. Nevét 1942-ben magyarosította Reichard Zoltánról. 1948 és 1953 közt a Mezőterv főmérnöke, majd 1953-tól 1957-ig az Országos Építésügyi Hivatal csoport vezető főmérnöke. Nyugdíjba vonulásáig 1957-től 1970-ig az Agroterv főmérnöke. Főleg mezőgazdasági épületek tervezésével foglalkozott. 1945 után a hazai, születőfélben lévő nagyüzemi mezőgazdaság épületeinél (állattartó épületek, növényházak, borkombinátok, magtárak, gépállomások stb.) az ötvenes évek lehetőségeihez igazodó anyag- és energiatakarékos megoldások kidolgozásán és megvalósításán fáradozott.

## Főbb munkái
- Székesfehérvári Alumínium-hengermű öt csarnoka (1942)
- Budapesten az Erzsébet téri Adria-palota helyreállítása (negyedmagával) (1946)
- Budapesten a kelenföldi lakótelepen a Fejér Lipót utcában egyedülálló 15 emeletes (17 szintes) csúszózsalus épülethármas tervezése (1970-73 körül)
- Attyapusztai karmelita remeteség (1946)
- Mezőgazdasági Építészet című könyv (1955)

## Díjai
- Kossuth-díj (1952)

## Külső hivatkozások
- Attyapusztai karmelita rendház